# Charles König
Charles König (* 1774 in Braunschweig als Karl Dietrich Eberhard König; † 6. September 1851 in London) war ein deutsch-britischer Naturforscher. Sein botanisches Autorenkürzel lautet „K.D.Koenig“.

## Leben und Wirken
König begann ein Studium der Medizin zum Sommersemester 1795 an der Georg-August-Universität Göttingen. Zum Sommersemester 1797 wechselte er an die Universität Erlangen, wo er zunächst Braunianer wurde und sich im Herbst 1798 den Erlanger Westfalen anschloss. Ende 1800 ging er nach England, um die naturkundliche Sammlung von Königin Charlotte zu organisieren. Nach Abschluss der Arbeiten wurde er Assistent des aus Schweden stammenden Botanikers Jonas Carlsson Dryander, des Bibliothekars von Joseph Banks. 1807 wurde er als Nachfolger von George Shaw assistierender Kustos und 1813 Kustos der Abteilung für Naturgeschichte des British Museum und später bis zu seinem Tod der Abteilungen für Geologie und Mineralogie.
1805 wurde er als korrespondierendes Mitglied in die Russische Akademie der Wissenschaften in Sankt Petersburg aufgenommen. Am 18. Januar 1810 wurde er Mitglied („Fellow“) der Royal Society. 1831 wurde er zum korrespondierenden Mitglied der Göttinger Akademie der Wissenschaften gewählt.
Mit John Sims redigierte er von Mai 1804 bis September 1806 die Annals of Botany. König beschrieb zahlreiche Fossilien des British Museum in dem Werk Icones fossilium sectiles.

## Ehrungen
Robert Brown benannte 1826 ihm zu Ehren die Pflanzengattung Koniga aus der Familie der Kreuzblütler (Brassicaceae).

## Schriften (Auswahl)
- Fr. Hornemanns Tagebuch seiner Reise von Cairo nach Murzuck der Hauptstadt des Königreichs Fessan in Afrika in den Jahren 1797 und 1798. Weimar 1802 (Digitalisat) – als Herausgeber von Friedrich Konrad Hornemann.
  - The Journal of Frederick Horneman’s Travels. From Cairo to Mourzouk, the Capital of the Kingdom of Fezzan, in Africa. G. and W. Nicol, London 1802 (Digitalisat) – als Übersetzer.
- Tracts relative to botany. London 1805 (Digitalisat).
- On a fossil human skeleton from Guadeloupe. In: Philosophical Transactions. Band 104, 1814, S. 107–120 (doi:10.1098/rstl.1814.0010).
- Icones fossilium sectiles. London [1820–1825] (Digitalisat).
- Einleitung in das Studium der kryptogamischen Gewächse.
- Directions for collecting specimens of geology and mineralogy for the British Museum
- Der botanische Führer durch die Rheinpfalz, oder Uebersicht aller bisher in der Rheinpfalz aufgefundenen, sowohl wildwachsenden als auch verwilderten, phanerogamischen Pflanzen, mit Angabe der Prosodie und Etymologie ihrer Namen, der Standorte und geographischen Verbreitung, nebst einem Blüthenkalender und einigen Regeln über das Einsammeln, Trocknen und Aufbewahren der Pflanzen, 1841